# Jezioro Kriebstein
Jezioro Kriebstein – sztuczny zbiornik zaporowy w Saksonii w Niemczech.
Jezioro leży na północnym przedpolu Rudaw, ok. 25 km na północ od Chemnitz. Powstało w latach 20. XX w. w głębokiej i krętej dolinie rzeki Zschopau pomiędzy miastami Waldheim (na północy) i Mittweida (na południu) na skutek przegrodzenia jej nurtu zaporą Kriebstein. Długość zbiornika wynosi ok. 5 km, powierzchnia 132 ha, objętość ok. 11,6 mln m³. Maksymalna wysokość lustra wody wynosi 214 m n.p.m. Powierzchnia dorzecza Zschopau powyżej zapory wynosi 1738 km².
Zbiornik wykorzystywany jest do celów retencyjnych, a jego wody zasilają elektrownię wodną w wymienionej wyżej zaporze. Służy też celom rekreacyjnym i sportowym. Jezioro jest znanym ośrodkiem sportów motorowodnych. Za czasów NRD w latach 1965, 1966 i 1967 odbyły się tu mistrzostwa Europy, zaś w 1970 mistrzostwa świata w tej dyscyplinie.